# Catocala deuteronympha
Catocala deuteronympha là một loài bướm đêm thuộc họ Erebidae. Loài này có ở miền đông Xibia tới Nhật Bản và Hàn Quốc.
Chiều dài cánh trước khoảng 27 mm.

## Phụ loài
- Catocala deuteronympha deuteronympha
- Catocala deuteronympha dahurica
- Catocala deuteronympha omphale (đông nam Siberia và Japan)
- Catocala deuteronympha tschiliensis